# Dendronephthya
Dendronephthya ist eine Korallengattung aus der Unterklasse der Octocorallia. Sie ist im Roten Meer und im tropischen Indopazifik weit verbreitet. Sie wächst vor allem an Riffkanten, an Überhängen oder hängt von Höhlendächern herab.

## Merkmale
Dendronephthya-Kolonien können eine Höhe von einem Meter erreichen und werden ausschließlich durch den inneren Wasserdruck stabilisiert. Hauptstamm und große Äste sind ohne Polypen. Diese sitzen in Knäueln an den Enden der Zweige. Wie bei allen Octocorallia haben die Dendronephthya-Polypen acht Tentakel. Sie können nicht komplett in die Äste eingezogen werden. Die Äste sind dicht mit spindelförmigen Skleriten versehen, so dass sie sich zusammengezogen rau anfühlen. In den Polypen sitzen kleinere, etwas über einen Millimeter lange Sklerite. Dendronephthya sind meist prächtig gelb, orange oder rot gefärbt. Die Farbe der Polypen unterscheidet sich oft von der der Äste. Dendronephthya lebt nicht mit Zooxanthellen in Symbiose, sondern ernährt sich ausschließlich durch den Fang von Phytoplankton.